# Турнир претенденток по шахматам 1992
10-й турнир претенденток на звание чемпионки мира по шахматам проходил в октябре—ноябре 1992 года в Шанхае (КНР) и определял шахматистку, которая встретится в матче за звание чемпионки мира с действующей обладательницей титула Се Цзюнь.

## Основной турнир
К участию в турнире первоначально были допущены 8 спортсменок:
- экс-чемпионка мира Майя Чибурданидзе
- финалистка предыдущего турнира претенденток Алиса Марич
- Участницы, завоевавшие путёвку в турнир претенденток на межзональном турнире в Субботице: Нона Гаприндашвили, Пэн Чжаоцинь, Нана Иоселиани, Ирина Левитина, Ван Пинь, Цинь Каньин[1].

Две шахматистки с самым высоким в мире рейтингом Эло — сёстры Юдит и Жужа Полгар — предпочитали участвовать в мужских соревнованиях, и ни одна из них изначально не участвовала в текущем отборочном цикле. Такое положение ставило под сомнение легитимность будущего чемпионского звания. В 1992 году, однако, семья Полгар приняла решение, что Юдит будет и дальше играть с мужчинами, а Жужа поборется за титул чемпионки мира среди женщин. В итоге ФИДЕ предоставило старшей из сестёр уайлд-кард сразу на участие в турнире претенденток. Было также заранее объявлено, что две шахматистки, занявшие в турнире первые места, в дополнительном матче разыграют между собой право встретиться с Се Цзюнь; обзор на сайте Федерации шахмат России связывает этот нюанс с поздним добавлением Полгар к списку участниц турнира.
Соревнование проходило в два круга, и уже в первом Полгар, считавшаяся фавориткой, доказала, что эта оценка была верной, набрав 7 ½ очка из 8 возможных. Напротив, две основных претендентки на второе место в финале, Чибурданидзе и Иоселиани, начали турнир достаточно неудачно: у Иоселиани в первых четырёх турах было только пол-очка, а закончила она первый круг, как и Чибурданидзе, с 50-процентным результатом. Экс-чемпионка мира тоже проиграла за круг три партии. Лучше них шла Марич, но Иоселиани позже писала о чувстве, что в конечном счёте та не сможет бороться за выход в матч за чемпионское звание. Во втором круге югославская шахматистка потеряла темп, набрав только 3 очка из 8, а Полгар окончила его с пятью. Чибурданидзе, напротив, улучшила игру и за два тура до финиша вела у Иоселиани очко. Однако две последних партии она свела вничью, а Иоселиани победила Марич и Левитину, сравнявшись со старшей соотечественницей. В итоге обе они набрали за круг по 5 ½ очка, и по дополнительным показателям право на матч с Полгар завоевала Иоселиани.
| Имя                | Страна       | 1   | 2   | 3   | 4   | 5   | 6   | 7   | 8   | 9   | Очки | Место |
| ------------------ | ------------ | --- | --- | --- | --- | --- | --- | --- | --- | --- | ---- | ----- |
| Жужа Полгар        | Венгрия      |     | 1 ½ | 1 ½ | ½ ½ | 1 ½ | 1 ½ | 1 1 | 1 ½ | 1 1 | 12½  | 1     |
| Нана Иоселиани     | Грузия       | 0 ½ |     | ½ ½ | ½ 1 | 1 ½ | 1 1 | 0 0 | 1 1 | 0 1 | 9½   | 2     |
| Майя Чибурданидзе  | Грузия       | 0 ½ | ½ ½ |     | 0 ½ | 1 ½ | 1 1 | 1 ½ | 0 1 | ½ 1 | 9½   | 3     |
| Алиса Марич        | СР Югославия | ½ ½ | ½ 0 | 1 ½ |     | ½ 1 | ½ ½ | 1 ½ | 1 0 | 0 0 | 8    | 4—5   |
| Цинь Каньин        | Китай        | 0 ½ | 0 ½ | 0 ½ | ½ 0 |     | ½ 0 | 1 1 | ½ 1 | 1 1 | 8    | 4—5   |
| Ирина Левитина     | США          | 0 ½ | 0 0 | 0 0 | ½ ½ | ½ 1 |     | ½ ½ | 1 ½ | 1 0 | 6½   | 6     |
| Пэн Чжаоцинь       | Китай        | 0 0 | 1 1 | 0 ½ | 0 ½ | 0 0 | ½ ½ |     | 0 ½ | 1 ½ | 6    | 7—9   |
| Нона Гаприндашвили | Грузия       | 0 ½ | 0 0 | 1 0 | 0 1 | ½ 0 | 0 ½ | 1 ½ |     | 0 1 | 6    | 7—9   |
| Ван Пинь           | Китай        | 0 0 | 1 0 | ½ 0 | 1 1 | 0 0 | 0 1 | 0 ½ | 1 0 |     | 6    | 7—9   |

## Финальный матч претенденток
Матч двух победительниц турнира претенденток состоялся в феврале 1993 года в Монако, его главным спонсором выступил Йоп ван Остером, главным арбитром был Борис Постовский. По регламенту победительница должна была определиться на дистанции в 8 партий. Полгар, опережавшая соперницу в рейтинге ровно на 100 очков и, как и в основном турнире, бывшая фавориткой, выиграла первые же две, причём первую — после грубой ошибки Иоселиани в почти равной позиции. За три партии до финиша основной дистанции грузинская шахматистка по-прежнему проигрывала 2 очка, что означало, что ей, чтобы избежать поражения, нужно набирать не менее 2½ очков из трёх. Однако именно это она и сделала, выиграв обе оставшихся партии белым цветом и сыграв вничью чёрными.
Восьмая партия была отложена, но Полгар сдала её уже в тот же вечер без доигрывания. В результате уже на следующий день были проведены дополнительные партии с укороченным лимитом времени: 45 минут на 60 ходов, а затем по 15 минут на каждые следующие 20 ходов. Соперницы поочерёдно взяли верх белыми — сначала выиграла Полгар, но Иоселиани тут же отыгралась. В третьей партии венгерка сумела победить уже чёрными. В последней партии матча Иоселиани чёрными разыграла голландскую защиту, после неудачной игры соперницы в дебюте получила и развила преимущество, но попала в тяжёлый цейтнот. В итоге на её часах упал флажок, но это, как выяснилось, случилось уже на 62-м ходу, и дальше она сумела накопленное преимущество реализовать. Счёт в матче снова сравнялся, и по регламенту победительницу определил жребий, который оказался благоприятным для Иоселиани.
|                | 1 | 2 | 3 | 4 | 5 | 6 | 7 | 8 | 9 | 10 | 11 | 12 | Счёт |
| -------------- | - | - | - | - | - | - | - | - | - | -- | -- | -- | ---- |
| Нана Иоселиани | 0 | 0 | ½ | ½ | ½ | 1 | ½ | 1 | 0 | 1  | 0  | 1  | 6    |
| Жужа Полгар    | 1 | 1 | ½ | ½ | ½ | 0 | ½ | 0 | 1 | 0  | 1  | 0  | 6    |